# Compositie no. II
Compositie no. II is een abstract schilderij uit 1913 van de Nederlandse kunstschilder Piet Mondriaan. Het schilderij bevindt zich in het Kröller-Müller Museum in Otterlo.
Het schilderij van olieverf op doek meet 88 bij 115 cm. Mondriaan ging steeds abstracter schilderen al baseerde hij zijn vroege abstracte werken op landschappen en bomen. Dit werk is gebaseerd op de weerspiegeling van bomen langs het water.